# 東幌糠駅
東幌糠駅（ひがしほろぬかえき）は、北海道（留萌支庁）留萌市幌糠町にあった北海道旅客鉄道（JR北海道）留萌本線の駅（廃駅）である。利用者僅少に伴い2006年（平成18年）3月18日に廃駅となった。
一部の普通列車は通過し、廃止直前、当駅には2往復しか停車しなかった。

## 歴史

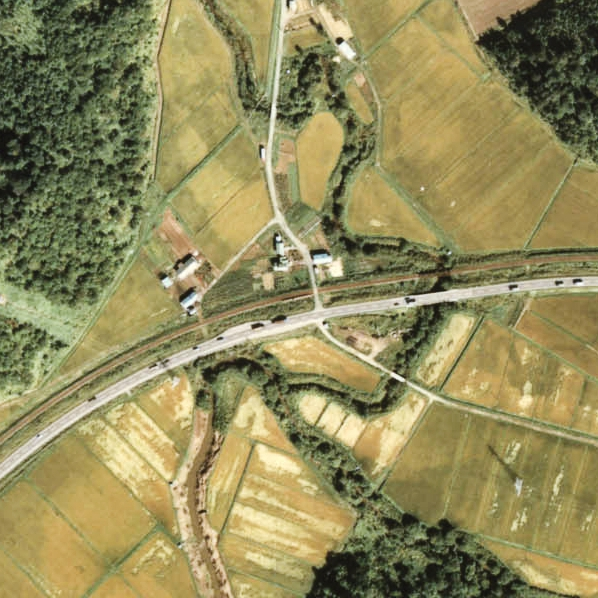
1977年の東幌糠仮乗降場と周囲約500m範囲。左が留萌方面。

- 1963年（昭和38年）12月1日：日本国有鉄道留萠本線峠下駅 - 幌糠駅間に東幌糠仮乗降場（局設定）として新設開業[1]。
- 1987年（昭和62年）4月1日：国鉄分割民営化によりJR北海道に継承。同時に駅に昇格。東幌糠駅となる[1]。
- 1990年（平成2年）3月10日：営業キロ設定。
- 1997年（平成9年）4月1日：線路名を留萌本線に改称、それに伴い同線の駅となる[1]。
- 2006年（平成18年）
  - 3月18日：利用者僅少に伴い廃止となる[1]。
  - 7月上旬：駅設備撤去。

### 駅名の由来
幌糠駅の東側に位置したため「東」を冠する。尚、当駅の所在地は幌糠だが、近辺に「東幌糠」の地名も存在する。

## 駅構造
廃止時点で、単式ホーム1面1線を有する地上駅であった。ホームは線路の南側（増毛方面に向かって左手側）に存在した。転轍機を持たない棒線駅となっていた。
仮乗降場に出自を持つ無人駅で、駅舎及び待合所も存在しなかった。ホームは深川方にスロープを有し駅施設外に連絡していた。

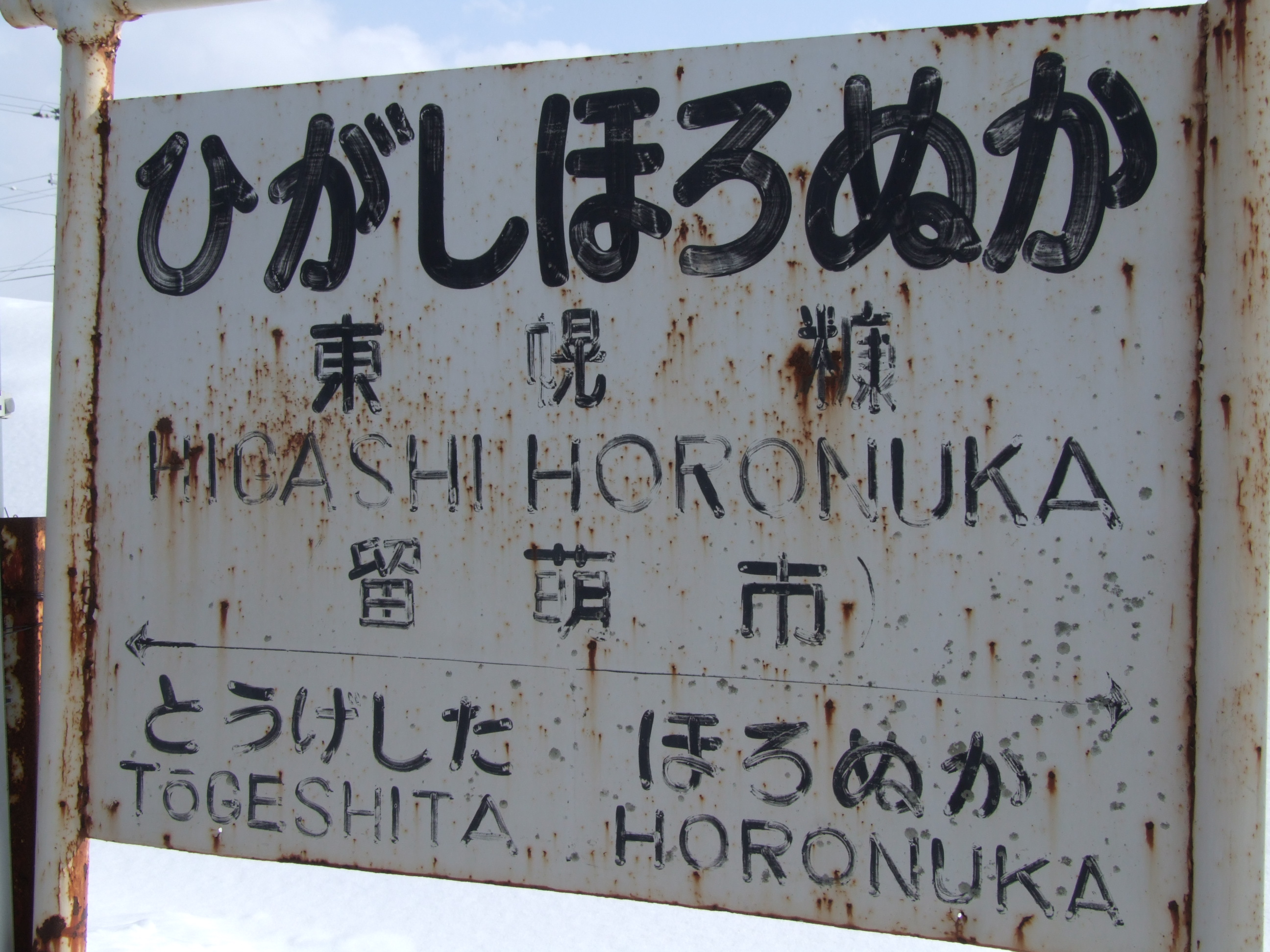
駅名標（2006年3月）

いわゆる秘境駅のひとつに数えられた。

## 利用状況
- 1992年度（平成4年度）の1日乗降客数は0人[4]。

## 駅周辺
- 国道233号（留萌国道） - 駅のすぐ裏を通っていた[4]。
- 北海道道801号樽真布幌糠線
- タルマップ川
- 沿岸バス・道北バス「タルマップ」バス停

## 駅跡
設備は撤去されている。

## 隣の駅
北海道旅客鉄道（JR北海道）
留萌本線（当駅廃止直前時点）
峠下駅 - 東幌糠駅 - 幌糠駅